# Simone Biasutti
Simone Biasutti (Trieste, 1º ottobre 1999) è un triplista italiano, è stato campione italiano indoor di salto triplo nel 2022.

## Palmarès
| Anno | Manifestazione  | Sede      | Evento          | Risultato | Prestazione | Note  |
| ---- | --------------- | --------- | --------------- | --------- | ----------- | ----- |
| 2016 | Europei U18     | Tbilisi   | Salto triplo    | 11º       | 14,08 m     | [ 1 ] |
| 2018 | Mondiali U20    | Tampere   | Salto triplo    | 12º       | 15,14 m     | [ 2 ] |
| 2019 | Europei U23     | Gävle     | Salto triplo    | 21ª (q)   | 15,36 m     |       |
| 2021 | Europei U23     | Tallinn   | Salto in triplo | 6º        | 16,00 m     | [ 3 ] |
| 2023 | Europei indoor  | Istanbul  | Salto triplo    | 10ª (q)   | 16,20 m     |       |
| 2025 | Europei indoor  | Apeldoorn | Salto triplo    | 12ª (q)   | 15,90 m     |       |
| 2025 | Mondiali indoor | Nanchino  | Salto triplo    | 9º        | 16,37 m     |       |

## Altre competizioni internazionali
2025
- Campionati europei a squadre di atletica leggera ( Madrid)
- Argento ai Campionati europei a squadre di atletica leggera ( Madrid), salto triplo - 16,94 m

## Campionati nazionali
- 1 volta campione nazionale assoluto del salto triplo indoor (2022)

2017
- Bronzo ai campionati italiani under-20 (Firenze), salto triplo - 15,50 m
- El. in batteria ai campionati italiani assoluti (Trieste), salto triplo - 15,05 m

2018
- Argento ai campionati italiani under-20 indoor (Ancona), salto triplo - 15,34 m
- Argento ai campionati italiani under-20 (Agropoli), salto triplo - 15,74 m

2019
- Argento ai campionati italiani under-23 indoor (Ancona), salto triplo - 15,91 m
- Argento ai campionati italiani under-23 (Rieti), salto triplo - 16,31 m
- 7º ai campionati italiani assoluti (Bressanone), salto triplo - 15,92 m

2020
- Argento ai campionati italiani under-23 indoor (Ancona), salto in alto - 2,12 m
- Argento ai campionati italiani under-23 indoor (Ancona), salto triplo - 15,70 m
- 5º ai campionati italiani assoluti indoor (Ancona), salto triplo - 16.00 m
- Bronzo ai campionati italiani assoluti (Padova), salto triplo - 16,09 m
- Argento ai campionati italiani under-23 (Grosseto), salto triplo - 16,38 m

2021
- Oro ai campionati italiani under-23 indoor (Ancona), salto triplo - 16,35 m
- Argento ai campionati italiani assoluti indoor (Ancona), salto triplo - 16.33 m
- Argento ai campionati italiani under-23 (Grosseto), salto triplo - 16,42 m
- 4º ai campionati italiani assoluti (Rovereto), salto triplo - 16,17 m

2022
- Oro ai campionati italiani assoluti indoor (Ancona), salto triplo - 16.23 m
- 4º ai campionati italiani assoluti (Rieti), salto triplo - 16,00 m

2023
- Argento ai campionati italiani assoluti indoor (Ancona), salto triplo - 16,25 m